# Prism (program szpiegowski)

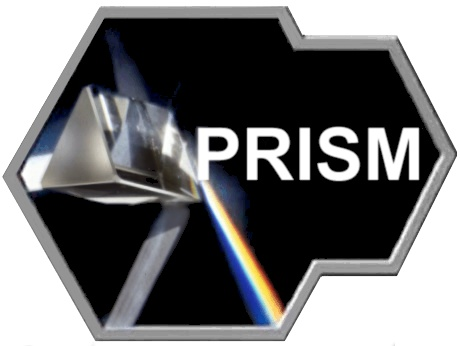
Logo PRISM

Prism – tajny amerykański program szpiegowski, administrowany od 2007 przez National Security Agency (NSA), umożliwiający wywiadowi Stanów Zjednoczonych dostęp do danych zgromadzonych na serwerach największych przedsiębiorstw internetowych, jak również gromadzenie tych danych na własny użytek.

## Ujawnienie informacji
Głównym źródłem informacji na temat Prism jest prezentacja na jego temat przygotowana na potrzeby wewnętrzne NSA, którą wykradł Edward Snowden – technik komputerowy, whistleblower, były pracownik CIA i wykonawca prac na zlecenie przedsiębiorstwa Booz Allen Hamilton – podwykonawcy NSA, posiadający klauzulę dostępu do ściśle tajnych danych. Stwierdził on, że był przerażony skalą inwigilacji prowadzonej przez władze Stanów Zjednoczonych i zdecydował się ujawnić skopiowane informacje. Zwrócił uwagę, iż zakres masowego zbierania danych jest dużo większy niż zdaje sobie sprawę opinia publiczna, a ich pozyskiwanie zawiera w sobie – jak to określił – zachowania „niebezpieczne” oraz „kryminalne”. Informacje na temat Prism, przekazane przez Snowdena, zostały opublikowane przez dzienniki: brytyjski The Guardian w dniu 7 czerwca 2013 oraz amerykański The Washington Post.

## Działalność
Z ujawnionych informacji wynika, iż do tajnego programu administrowanego przez NSA przystąpiły największe przedsiębiorstwa branży internetowej: Microsoft (11 września 2007), Yahoo! Inc (12 marca 2008), Google (14 stycznia 2009), Facebook (3 czerwca 2009), AVM Software (administrator Paltalk; 7 grudnia 2009), YouTube (24 września 2010), Skype (6 lutego 2011), AOL (31 marca 2011). Ostatnim przedsiębiorstwem, które podpisało umowę z NSA było Apple Inc. (październik 2012). W świetle dokumentów do grona podmiotów współpracujących z NSA wkrótce miało dołączyć przedsiębiorstwo Dropbox, Inc. Na żądanie NSA przedsiębiorstwa internetowe zobowiązały się do przedstawienia danych zawartych w listach elektronicznych (poczta elektroniczna), wszelkich danych przechowywanych na dyskach operatorów internetowych (w tym także zdjęć i materiałów wideo), danych przekazywanych w formie transferu plików, za pośrednictwem tzw. telefonii internetowej (VoIP), wideokonferencji, czatów (także głosowych i wideo), danych gromadzonych przez serwisy społecznościowe, a także loginów. Prism przeszukuje olbrzymie ilości danych na serwerach wyżej wymienionych przedsiębiorstw posługując się słowami kluczami. Gdy znajdzie poszukiwaną frazę sprawa trafia do nadzorującego działanie programu agenta NSA, który może ściągnąć interesujący plik, rejestr rozmowy lub zapis wideo.

## Reakcje rządu
Istnienie programu potwierdził pośrednio Dyrektor Centrali Wywiadu (ang. Director National Intelligence) gen. James R. Clapper, który wydał oficjalne oświadczenie odnoszące się do informacji ujawnionych przez media. Wskazał w nim na liczne nieścisłości w informacjach zaprezentowanych przez The Washington Post i The Guardian. Według opublikowanego oświadczenia artykuły wyżej wymienionych dzienników odnoszą się do zbierania informacji zgodnie z sekcją 702 Ustawy o nadzorze wywiadu (ang. Foreign Intelligence Surveillance Act; ustawa z 1978 roku, która została poważnie znowelizowana po zamachach z 11 września 2001 roku). Przepisy prawne zawarte w tej sekcji zostały skonstruowane w celu ułatwienia pozyskiwania informacji wywiadowczych z zagranicy dotyczących osób nie będących obywatelami Stanów Zjednoczonych i znajdujących się poza granicami Stanów Zjednoczonych. Mając na uwadze powyższe celem działań wywiadowczych nie może być żaden obywatel Stanów Zjednoczonych, jak również żadna osoba przebywająca na terenie tego państwa (ang. It cannot be used to intentionally target any U.S. citizen, any other U.S. person, or anyone located within the United States).
Jak wynika z oświadczenia, działania upoważnione przez sekcję 702 podlegają kontroli przez Sąd Nadzoru Wywiadu Stanów Zjednoczonych (ang. United States Foreign Intelligence Surveillance Court), władzę wykonawczą oraz Kongres Stanów Zjednoczonych. Przepisy prawne zawarte w sekcji 702 cytowanej ustawy obejmują rozległe procedury, które wymagają zatwierdzenia przez sąd w celu zabezpieczenia, aby działania wywiadowcze były kierowane jedynie względem osób nie będących obywatelami Stanów Zjednoczonych i przebywających poza terytorium Stanów Zjednoczonych, jak również celem zminimalizowania przypadkowego nabywania, przechowywania i upowszechniania informacji dotyczących obywateli Stanów Zjednoczonych.
James R. Clapper poinformował w oświadczeniu, iż informacje zbierane w ramach tego programu (Prism) należą do najważniejszych i najbardziej wartościowych informacji pozyskiwanych przez wywiad oraz – jak to ujął – są „wykorzystywane w celu ochrony naszego narodu przed szeroką gamą zagrożeń” (ang. used to protect our nation from a wide variety of threats), a nieautoryzowane ujawnienie informacji o tym „ważnym i całkowicie legalnym programie jest naganne i naraża na zagrożenie ochronę bezpieczeństwa Amerykanów” (ang. important and entirely legal program is reprehensible and risks important protections for the security of Americans).
W związku z tym, iż przez serwery należące do amerykańskich przedsiębiorstw przepływają dane z całego świata, oświadczenie wydane przez wysokiego rangą urzędnika rządu Stanów Zjednoczonych oznacza, iż zgodnie z amerykańskim prawem inwigilacji mogą podlegać obywatele wszystkich – poza Stanami Zjednoczonymi – państw świata.
Członkini Izby Reprezentantów Stanów Zjednoczonych Loretta Sanchez ostrzegła, że informacje ujawnione przez The Guardian (odnoszące się do programu Prism) są jedynie „wierzchołkiem góry lodowej”.